# Abraxas pleniguttata
Abraxas pleniguttata là một loài bướm đêm trong họ Geometridae.